# ハラルソン郡 (ジョージア州)
ハラルソン郡（英: Haralson County）は、アメリカ合衆国ジョージア州の北西部に位置する郡である。2010年国勢調査での人口は28,780人であり、2000年の25,690人から12.0%増加した。郡庁所在地はブキャナン市（人口1,104人）であり、同郡で人口最大の都市はブレーメン市（人口6,227人）である。ハラルソン郡は1856年1月26日に設立された。郡名はジョージア州選出アメリカ合衆国下院議員ヒュー・A・ハラルソンに因んで名付けられた。
ハラルソン郡はアトランタ大都市圏（正確にはアトランタ・サンディスプリングス・マリエッタ大都市統計地域）に属している。

## 郡政府
ハラルソン郡当初、道路・歳入単一コミッショナーによって統治されていた。2005年1月から、5人の委員による郡政委員会の方式に置き換えられた。委員会の議長は郡全体を選挙区に選ばれている。他の4人の委員は4つの小選挙区から選ばれている。

## 地理
アメリカ合衆国国勢調査局に拠れば、郡域全面積は283.16平方マイル (733.4 km2)であり、このうち陸地282.11平方マイル (730.7 km2)、水域は1.05平方マイル (2.7 km2)で水域率は0.37%である。

### 主要高規格道路

#### 州間高速道路
- 州間高速道路20号線

#### アメリカ国道
- アメリカ国道27号線
- アメリカ国道27号線産業道路（ブレーメン）
- アメリカ国道78号線

#### ジョージア州道
- ジョージア州道1号線
- ジョージア州道1号線産業道路
- ジョージア州道8号線
- ジョージア州道16号線
- ジョージア州道100号線
- ジョージア州道113号線
- ジョージア州道120号線
- ジョージア州道402号線

### 隣接する郡
- ポーク郡 - 北
- ポールディング郡 - 北東
- キャロル郡 - 南
- クリバーン郡 (アラバマ州) - 西

## 経済
ハラルソン郡商工会議所が郡内で操業している多くの企業を代表している。ハラルソン郡開発公社が経済開発に関わっている。1969年から2003年の間の郡経済史は、ウェブサイトで見ることができる。

## 人口動態
以下は2000年国勢調査による人口統計データである。
| 基礎データ - 人口: 25,690 人 - 世帯数: 9,826 世帯 - 家族数: 7,192 家族 - 人口密度: 35人/km2（91人/mi2） - 住居数: 10,719軒 - 住居密度: 15軒/km2（38軒/mi2） 人種別人口構成 - 白人: 92.97% - アフリカン・アメリカン: 5.40% - ネイティブ・アメリカン: 0.25% - アジア人: 0.34% - その他の人種: 0.20% - 混血: 0.83% - ヒスパニック・ラテン系: 0.56% 年齢別人口構成 - 18歳未満: 26.1% - 18-24歳: 8.1% - 25-44歳: 29.2% - 45-64歳: 23.6% - 65歳以上: 13.0% - 年齢の中央値: 36歳 - 性比（女性100人あたり男性の人口） - 総人口: 95.2 - 18歳以上: 91.2 | 世帯と家族（対世帯数） - 18歳未満の子供がいる: 33.5% - 結婚・同居している夫婦: 57.7% - 未婚・離婚・死別女性が世帯主: 11.3% - 非家族世帯: 26.8% - 単身世帯: 23.0% - 65歳以上の老人1人暮らし: 10.2% - 平均構成人数 - 世帯: 2.58人 - 家族: 3.03人 収入と家計 - 収入の中央値 - 世帯: 31,656米ドル - 家族: 38,373米ドル - 性別 - 男性: 31,816米ドル - 女性: 20,821米ドル - 人口1人あたり収入: 15,823米ドル - 貧困線以下 - 対人口: 15.5% - 対家族数: 11.4% - 18歳未満: 18.1% - 65歳以上: 16.1% |

## 都市と町
- ブレーメン
- ブキャナン - 郡庁所在地
- ブダペスト
- ドレイクタウン
- フェルトン
- タラプーサ
- ウェーコ

## 教育
郡内の公共教育の大半はハラルソン郡教育学区が管轄している。ハラルソン郡とキャロル郡に跨るブレーメン市は独立したブレーメン市教育学区を運営している。